# Jelena Balšić Kosača
Jelena Balšić Kosača (en serbio: Јелена Балшић Косача; c. 1413-octubre de 1459) fue una noble serbia. Era hija del señor de Zeta Balša III Balšić y esposa de Stjepan Vukčić Kosača, gran duque de Bosnia.

## Biografía
Jelena nació en Zeta, aproximadamente en 1413, como la hija mayor de Balša III, el último gobernante de la dinastía Balšić, y su segunda esposa Bolja, del noble albanés Koja Zaharia. Después de la muerte de Balša en 1421 y la inclusión de Zeta en el Despotado de Serbia, Bolja regresó con sus padres. En 1424, Jelena, por intercesión de su abuela paterna, la princesa Jelena Lazarević, se casó con Stjepan Vukčić Kosača, sobrino del duque Sandalj Hranić Kosača. En 1441, el esposo de Jelena sucedió a su tío Sandalj como señor de Hum, Primorje y Drina, y entre 1448 y 1449 también adquiere el título de «duque de San Sava», lo que completó la creación de un nuevo ducado, conocido como Ducado de San Sava (en latín: Ducatus Sancti Sabbae). Jelena murió a principios de octubre de 1459.

## Descendencia
Jelena y Stjepan tuvieron tres hijos:
- Vladislav Hercegović, gran duque de Bosnia
- Vlatko Hercegović, herzog de San Sava
- Catalina Kosača, reina de Bosnia
- Hersekzade Ahmed Pasha, gran visir del Imperio otomano